# 佐々木七海
佐々木 七海（ささき ななみ、2000年5月18日 - ）は、日本の女優・アイドル。女性アイドルグループ・selfishのメンバー。北海道出身。

## 来歴
幼稚園のときに、劇団フルーツバスケットに入団し、キャスティングオフィスエッグに所属していた。
劇団製作の舞台や映画、CMに出演していた。久保田紗友などとともに活動していた。
2013年、「レプロ次世代スターオーディション」を受け、レプロアスターの一期生として合格した。(同じ一期生として、北村優衣らがいる)
2014年7月、レプロエンタテインメントに移籍。
2015年8月30日に開催された事務所主催のイベント｢菊地亜美殺人事件｣出演。
2016年に日本テレビ系ドラマ｢掟上今日子の備忘録｣第6話でドラマ初出演。
2016年6月22日より公式Twitterを運用開始。
2017年4月に舞台ローファーズハイ!!に西園寺ミナト役で舞台初出演。
以降、同年8月、12月にも同舞台に出演する。
2018年7月16日から放送のラストチャンス 再生請負人 (テレビ東京)にて主演樫村徹夫（仲村トオル）の娘遥香役として連続ドラマに出演。
2019年9月15日、レプロエンタテインメントを退所。
2019年11月12日、女優業の傍ら、アイドルグループのメンバーとしてお披露目。
2023年5月12日、サンミュージックプロダクションに所属したことを発表。同年9月26日、アイドルグループ「selfish」への加入を発表。
2025年7月22日発売の『週刊SPA!』（7/29.8/5合併号）の表紙＆特集「週刊SPA!×TIF2025“水着でアイドル頂上決戦”」にselfishを代表して参加。

## 人物
- 趣味は料理、パズル[7]
- 好きな食べ物は、きゅうり、ハンバーグ、アイス、モンブラン。
- 好きな色は黄色。
- 特技はダンス、縄跳び、立ち幅跳び。
- 「まりお」と「まりこ」と名付けた2個のまりもを育てている。

## 出演

### 舞台
- ローファーズハイ!! Vol.1 (2017年4月、浅草九劇) - 西園寺ミナト 役
- ローファーズハイ!! Vol.2 (2017年8月、浅草九劇) - 西園寺ミナト 役
- ローファーズハイ!! Vol.3 (2017年12月、浅草九劇) - 西園寺ミナト 役
- 崖っぷちウォリアーズpresents「中野演劇フェス!!」(2018年8月21日 - 26日、テアトルBONBON)[8] - 「殺意の幕開け」原口真純 役、「6人の怒れる美女」米倉 役
- AUBE GIRL'S STAGE 第5回公演「ため生き2018」(2018年10月31日 - 11月4日、コフレリオ新宿シアター)[9] - TEAM GREEN 主演 荻野彩 役
- LIVEDOG GIRLS「女優たちのための冬の夜の夢」(2019年2月17日 - 2月23日、新宿村LIVE)[10][11] - Team Princess 夢子（パック）役
- LIVEDOGプロデュース「彼は誰に哂う朝顔」(2019年7月10日 - 7月14日、シアターKASAAI)[12] - 篠原紗月 役
- REON NEO COMPANY「迷宮の扉」(2019年8月7日 - 8月12日、新宿シアターモリエール)[13] - アイラ 役
- 緑劇ユニット流星レトリック第5回公演『君に捧げる花ことば』(2019年11月1日 - 11月10日、新宿 サンモールスタジオ)[14] - 周 梨々花 役
- 緑劇ユニット流星レトリック第5回公演『空の色とボクの青』(2019年11月2日 - 11月10日、新宿 サンモールスタジオ)[14] - 環架 役
- 鯛プロジェクト第4回公演『変鯛』(2019年11月26日 - 12月1日、新宿スターフィールド)[15] - 潮 真奈 役
- 新オズの魔法使い（2023年8月17日、かでるアスビックホール） -ドロシー役
- 劇団12ミニッツ 第4回公演『普通になれなくて』（2024年10月22日 - 27日、浅草九劇）[16]

### 映画
- Merry Bell♪-（2011年11月上映）
- あまのがわ[17] - 赤井多香 役

### テレビドラマ
- 掟上今日子の備忘録 第6話 (2015年11月14日、日本テレビ)[18] - 大河原佐波 役
- 監獄のお姫さま 第9話 (2017年12月12日、TBS)[19]
- ラストチャンス 再生請負人 (2018年7月16日 - 9月3日、テレビ東京)[20] - 樫村遥香 役

### テレビ
- テストの花道 ニューベンゼミ (2017年4月〜 レギュラー出演、NHK Eテレ)[21]
- 浅草ベビ9 (2017年、テレビ東京) - 詳細はローファーズハイ!!#浅草ベビ9についてを参照。
- ボキャブライダーSP 高校生対抗!真夏の英単語選手権 (2017年8月18日、NHK Eテレ) - テストの花道 ニューベンゼミチームとして出演。
- 世にも奇妙な物語 '17秋の特別編(2017年10月14日、フジテレビ) - 短編エピソード『交換』に出演。[22][23]

### ラジオ
- 火曜BEAST!!! ｢北村優衣SO RE NA!!｣ ゲスト (2017年5月16日、レインボータウンFM)[24]

### インターネット配信
- ユージ芸能事務所 -少女たちのシャカリ紀- (2017年、生テレ/FRESH!)[25]

### ミュージックビデオ
- SEIZE THE DAYメジャーデビューシングル『Vibrate you』 MV[26][27]
- 足立佳奈『ウタコク』 MV[28][29]

### イベント
- LPGイベント『菊地亜美殺人事件』 ヒントガールズとして出演。 (2015年8月30日)[30]
- ｢ハイ!!振り返り｣（2017年5月6日、浅草九劇）[31][32][33]
- ｢プレミアムステージwith KAWAII制服｣（2017年11月23日、二子玉川ライズ）[34][35] - ローファーズハイ!!として出演。
- AUBE GIRL'S STAGE（オーブ ガールズステージ）リーディングライブvol.2 「空飛ぶ想い」 12月期（2019年12月7日 - 8日、ざっくんばら屋）[36]